# آی‌ان‌اس چپل (کی۹۴)
آی‌ان‌اس چپل (کی۹۴) (به انگلیسی: INS Chapal (K94)) یک کشتی است که طول آن 38.6 meters می‌باشد.